# Virgilijus Alekna
Pour les articles homonymes, voir Alekna.
Virgilijus Alekna (né le 13 février 1972 à Terpeikiai) est un athlète lituanien spécialiste du lancer du disque. Il s'inscrit dans la tradition des grands discoboles des pays de l'Est, son palmarès en fait l'un des meilleurs spécialistes de la discipline. Son record personnel est de 73,88 mètres, seulement dépassé par l'ancien record du monde de Jürgen Schult (74,08 m) de 1986, et, depuis le 14 avril 2024, par le nouveau record du monde établi par son fils Mykolas Alekna (74,35 m). Son impressionnant gabarit (2 m 02 cm — 128 kg) lui permet de devenir (depuis 1995) garde du corps du Président de la Lituanie. Il est le porte-drapeau lituanien lors des Jeux olympiques de Londres.
Il est le père de Mykolas Alekna.

## Biographie
Bien que retiré internationalement, Alekna continue les compétitions en Lituanie où il remporte notamment les Championnats nationaux le 30 avril 2016 (à 44 ans) avec un jet à 59,53 m.
Il est l'un des plus grands discoboles de tous les temps, comptant trois médailles olympiques dont deux en or (Sydney 2000 et Athènes 2004), deux titre mondiaux (Paris 2003 et Helsinki 2005), ainsi qu'un titre européen (Göteborg 2006).
Il échoue au pied du podium des mondiaux de 1999, 2007 et 2009 ainsi que des Jeux olympiques 2012.

## Palmarès

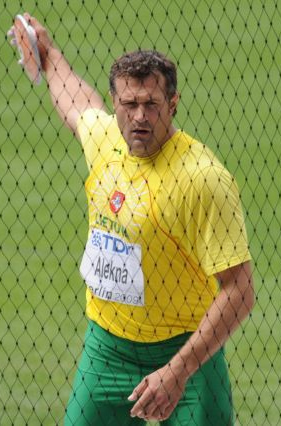
Alekna lors de ses 8e championnats du monde en 2009 à Berlin

| Date | Compétition                          | Lieu                  | Résultat | Marque  |
| ---- | ------------------------------------ | --------------------- | -------- | ------- |
| 1994 | Championnats d'Europe                | Helsinki              | 17e      | 56,38 m |
| 1995 | Championnats du monde                | Göteborg              | 19e      | 59,20 m |
| 1996 | Jeux olympiques                      | Atlanta               | 5e       | 65,30 m |
| 1997 | Championnats du monde                | Athènes               | 2e       | 66,70 m |
| 1998 | Championnats d'Europe                | Budapest              | 3e       | 66,46 m |
| 1999 | Championnats du monde                | Séville               | 4e       | 67,53 m |
| 2000 | Jeux olympiques                      | Sydney                | 1er      | 69,30 m |
| 2001 | Championnats du monde                | Edmonton              | 2e       | 69,40 m |
| 2002 | Championnats d'Europe                | Munich                | 2e       | 66,62 m |
| 2003 | Championnats du monde                | Paris                 | 1er      | 69,69 m |
| 2004 | Jeux olympiques                      | Athènes               | 1er      | 69,89 m |
| 2005 | Championnats du monde                | Helsinki              | 1er      | 70,17 m |
| 2006 | Championnats d'Europe                | Göteborg              | 1er      | 68,67 m |
| 2007 | Championnats du monde                | Osaka                 | 4e       | 65,24 m |
| 2008 | Jeux olympiques                      | Pékin                 | 3e       | 67,79 m |
| 2009 | Championnats du monde                | Berlin                | 4e       | 66,36 m |
| 2009 | Finale mondiale                      | Thessalonique         | 1re      | 67,63 m |
| 2010 | Championnats d'Europe                | Barcelone             | 5e       | 64,64 m |
| 2011 | Championnats du monde                | Daegu                 | 6e       | 64,09 m |
| 2011 | Ligue de diamant                     | Ligue de diamant      | 1er      | détails |
| 2012 | Jeux olympiques                      | Londres               | 4e       | 67,38 m |
| 2013 | Coupe d'Europe hivernale des lancers | Castellón de la Plana | 2e       | 64,66 m |

## Records
| Épreuve          | Performance | Lieu          | Date           |
| ---------------- | ----------- | ------------- | -------------- |
| Lancer du poids  | 19,99 m     | Potchefstroom | 7 février 1997 |
| Lancer du disque | 73,88 m     | Kaunas        | 3 août 2000    |

| Épreuve         | Performance | Lieu  | Date        |
| --------------- | ----------- | ----- | ----------- |
| Lancer du poids | 18,90 m     | Paris | 7 mars 1997 |